# Lijst van voetbalinterlands Jemen - Libanon
Deze lijst van voetbalinterlands is een overzicht van alle officiële voetbalinterlands tussen de nationale teams van Jemen en Libanon. De landen hebben tot nu toe vier keer tegen elkaar gespeeld. De eerste ontmoeting, een groepswedstrijd tijdens de Arab Nations Cup 2002, werd gespeeld in Koeweit op 24 december 2002. Het laatste duel, een kwalificatiewedstrijd voor de Azië Cup 2027, vond plaats op 10 juni 2025 in Koeweit.

## Wedstrijden
| № | Plaats  | Datum            | Competitie                 | Wedstrijd       | Uitslag |
| - | ------- | ---------------- | -------------------------- | --------------- | ------- |
| 1 | Koeweit | 24 december 2002 | Arab Nations Cup 2002      | Libanon − Jemen | 4 − 2   |
| 2 | Sidon   | 16 oktober 2012  | Vriendschappelijk          | Libanon − Jemen | 2 − 1   |
| 3 | Karbala | 8 augustus 2019  | West-Azië Cup 2019         | Jemen − Libanon | 2 − 1   |
| 4 | Koeweit | 10 juni 2025     | Azië Cup 2027 kwalificatie | Jemen − Libanon | 0 − 0   |

## Samenvatting
| Competitie            | Totaal gespeeld | Winst Jemen | Gelijk | Winst Libanon | Doelsaldo Jemen – Libanon |
| --------------------- | --------------- | ----------- | ------ | ------------- | ------------------------- |
| Azië Cup-kwalificatie | 1               | 0           | 1      | 0             | 0 − 0                     |
| West-Azië Cup         | 1               | 1           | 0      | 0             | 2 − 1                     |
| Arab Nations Cup      | 1               | 0           | 0      | 1             | 2 − 4                     |
| Vriendschappelijk     | 1               | 0           | 0      | 1             | 1 − 2                     |
| Totaal                | 4               | 1           | 1      | 2             | 5 − 7                     |

YFA · A-internationals
1984 – 1989 · 
1990 – 1999 · 
2000 – 2009 · 
2010 – 2019 ·
2020 − 2029
Bahrein ·
Bangladesh ·
Bhutan ·
Brunei ·
Cambodja ·
China ·
Comoren ·
Djibouti ·
Egypte ·
Eritrea ·
Ethiopië ·
Filipijnen ·
Finland ·
Hongkong ·
India ·
Indonesië ·
Irak ·
Iran ·
Japan ·
Jordanië ·
Kenia ·
Kirgizië ·
Koeweit ·
Libanon ·
Libië ·
Malawi ·
Malediven ·
Maleisië ·
Marokko ·
Mauritanië ·
Mongolië ·
Nepal ·
Noord-Korea ·
Oeganda ·
Oezbekistan ·
Oman ·
Pakistan ·
Palestina ·
Qatar ·
Saoedi-Arabië ·
Singapore ·
Soedan ·
Sri Lanka ·
Syrië ·
Tadzjikistan ·
Tanzania ·
Thailand ·
Tsjaad ·
Turkmenistan ·
Verenigde Arabische Emiraten ·
Vietnam ·
Zambia ·
Zuid-Korea
FLFA · 
A-internationals · 
Libanees vrouwenelftal
1940 – 1949 · 
1950 – 1959 · 
1960 – 1969 · 
1970 – 1979 · 
1980 – 1989 · 
1990 – 1999 · 
2000 – 2009 · 
2010 – 2019 ·
2020 − 2029
Afghanistan ·
Algerije ·
Armenië ·
Australië ·
Bahrein ·
Bangladesh ·
Bhutan ·
Brunei ·
Bulgarije ·
Cambodja ·
China ·
Cyprus ·
Djibouti ·
Ecuador ·
Egypte ·
Equatoriaal-Guinea ·
Estland ·
Filipijnen ·
Gabon ·
Georgië ·
Hongarije ·
Hongkong ·
India ·
Irak ·
Iran ·
Jemen ·
Jordanië ·
Kazachstan ·
Kirgizië ·
Koeweit ·
Laos ·
Libië ·
Malediven ·
Maleisië ·
Malta ·
Marokko ·
Mauritanië ·
Mongolië ·
Montenegro ·
Myanmar ·
Namibië ·
Nieuw-Zeeland ·
Noord-Korea ·
Noord-Macedonië ·
Oeganda ·
Oezbekistan ·
Oman ·
Oost-Timor ·
Pakistan ·
Palestina ·
Qatar ·
San Marino ·
Saoedi-Arabië ·
Singapore ·
Slowakije ·
Soedan ·
Somalië ·
Sri Lanka ·
Syrië ·
Tadzjikistan ·
Thailand ·
Tsjechië ·
Tunesië ·
Turkije ·
Turkmenistan ·
Vanuatu ·
Verenigde Arabische Emiraten ·
Vietnam ·
Zuid-Korea